# Jelení skála
Jelení skála (německy Hanfkuchen) se skalním útvarem Konopáč (676 m n. m., podle kterého se též někdy nazývá i celý vrchol) je jedním ze dvou rozeklaných čedičových skalisek, nazývaných souhrnně Jelení kameny, které vystupují z pískovcového hřbetu, ležícího mezi nádražím Jedlová a Stožeckým sedlem (tzv. Šébrem) v Lužických horách. Jako Jelení kameny je někdy označován i celý hřeben mezi nádražím Jedlová a Stožeckým sedlem. Jelení skála leží na území okresu Děčín v Ústeckém kraji, stejně jako východněji položená skála, označovaná jako Jelení kámen. Přilehlý vrchol Stožec leží již na rozhraní děčínského a českolipského okresu v Libereckém kraji.

## Dostupnost
Kolem vrcholu Jelení skály je vedena zeleně značená turistická trasa ze Stožeckého sedla. Je to zároveň evropská dálková trasa E10, ze které vede na vrchol odbočka. Při jižním okraji je vedena žlutě značená turistická trasa z Nové Huti. Vzdálenost od železniční stanice Jedlová na tratích 080 a 081 po zeleně značené turistické stezce činí 1,2 km.

## Fotogalerie

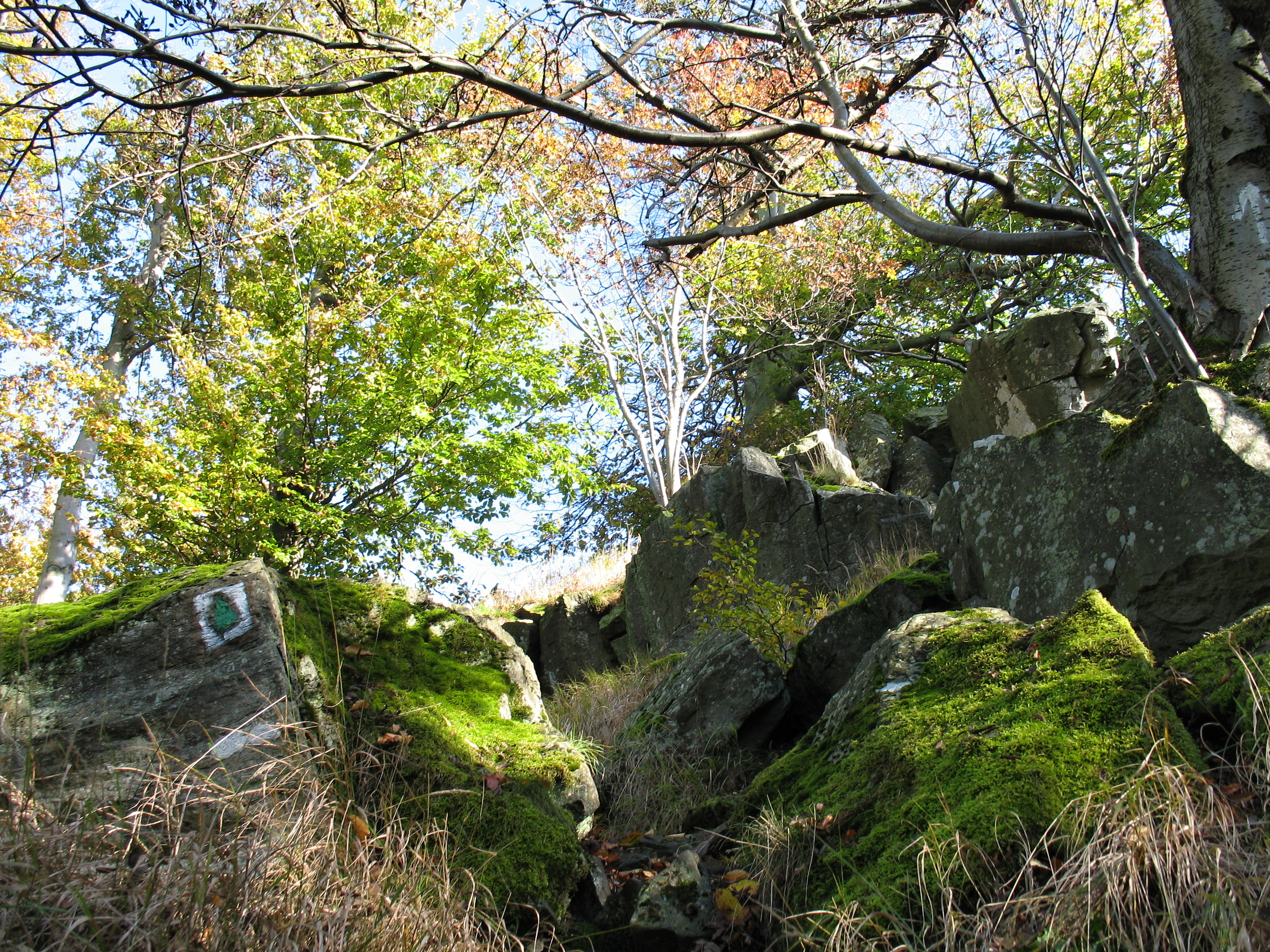
Vrcholová skaliska Jelení skály
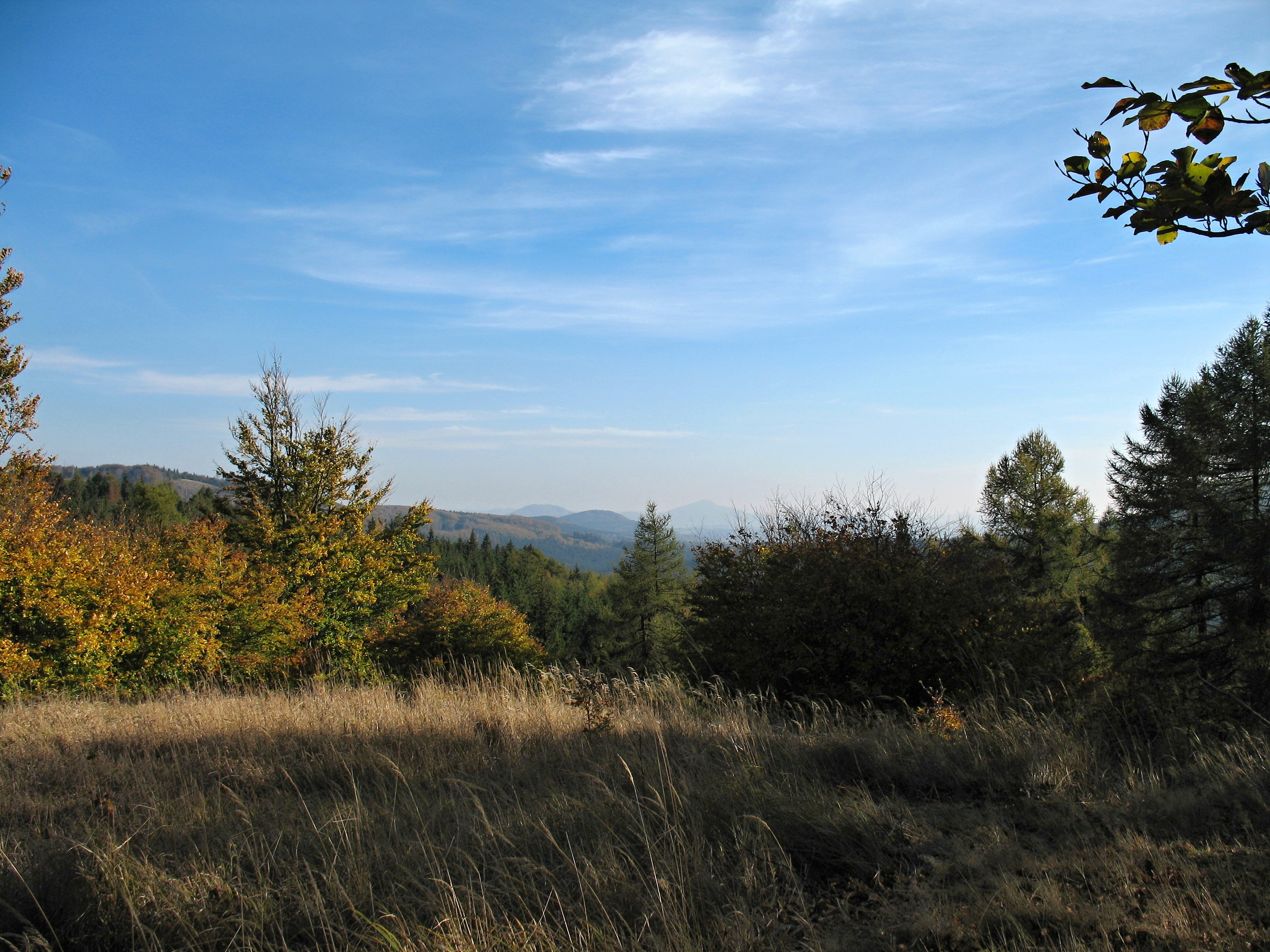
Pohled od Jelení skály jihovýchodním směrem na Ralsko (698 m n. m.)
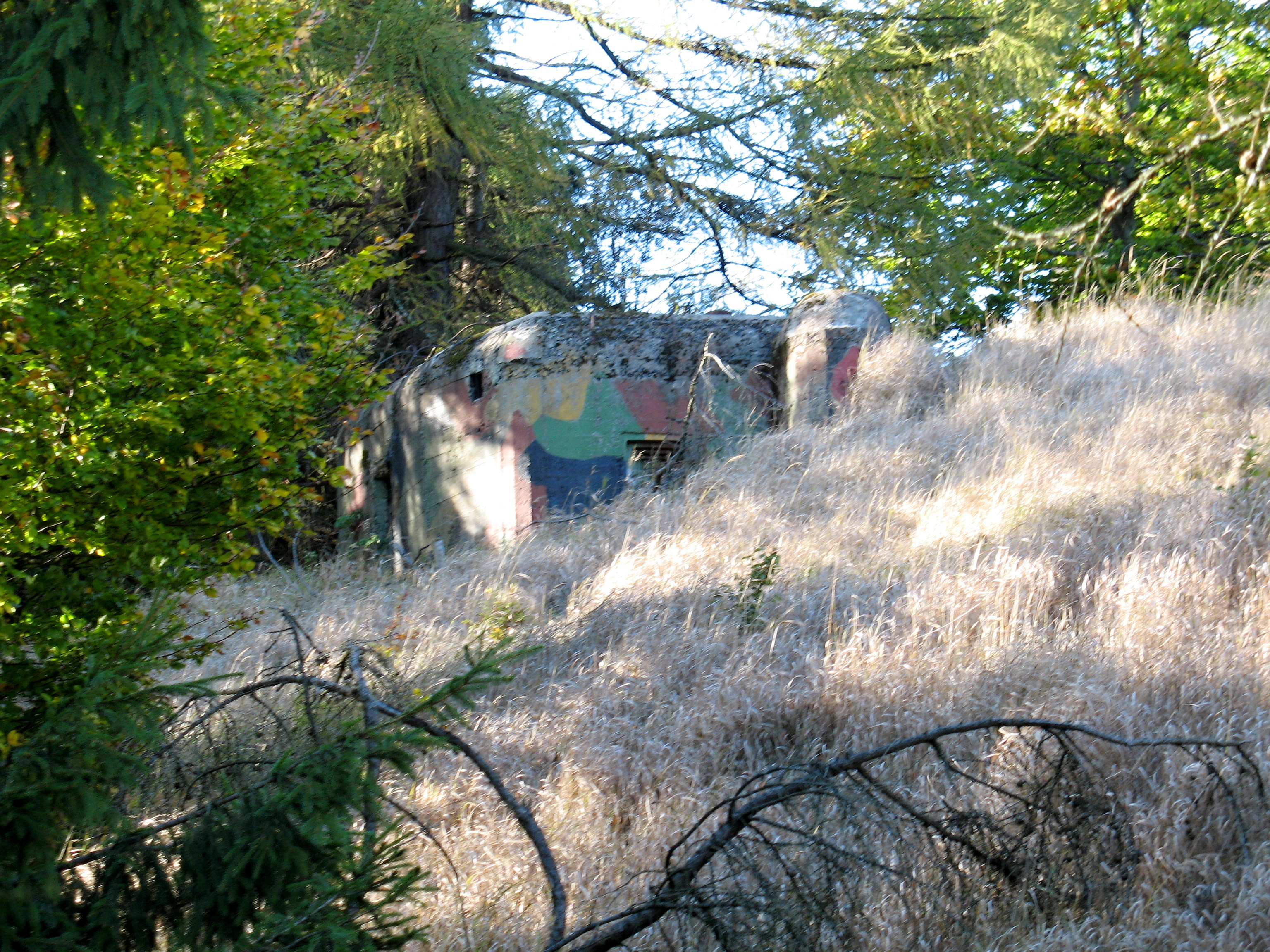
Jeden z řopíků pod skalami
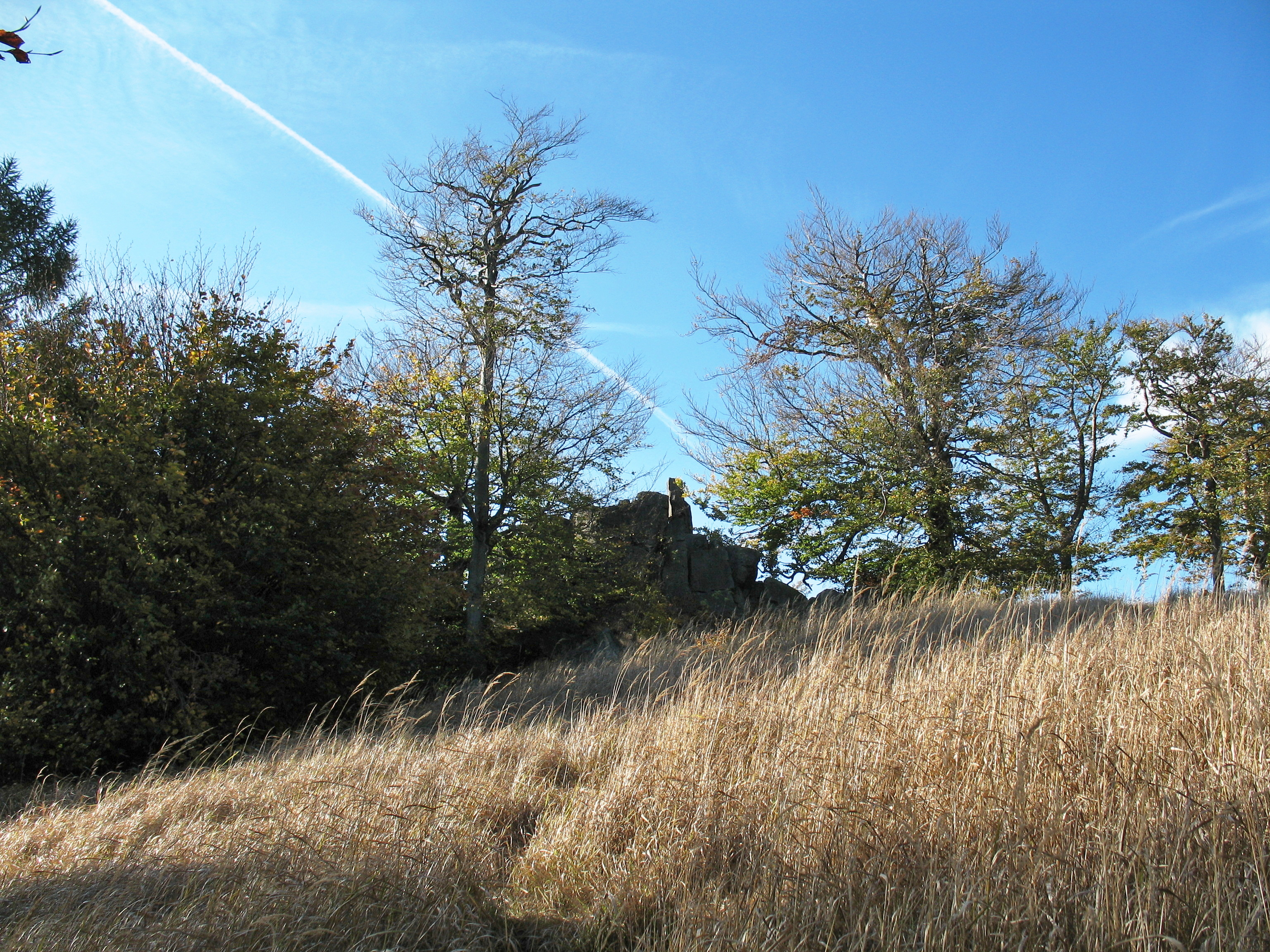
Bezlesý hřeben pod Jelení skálou
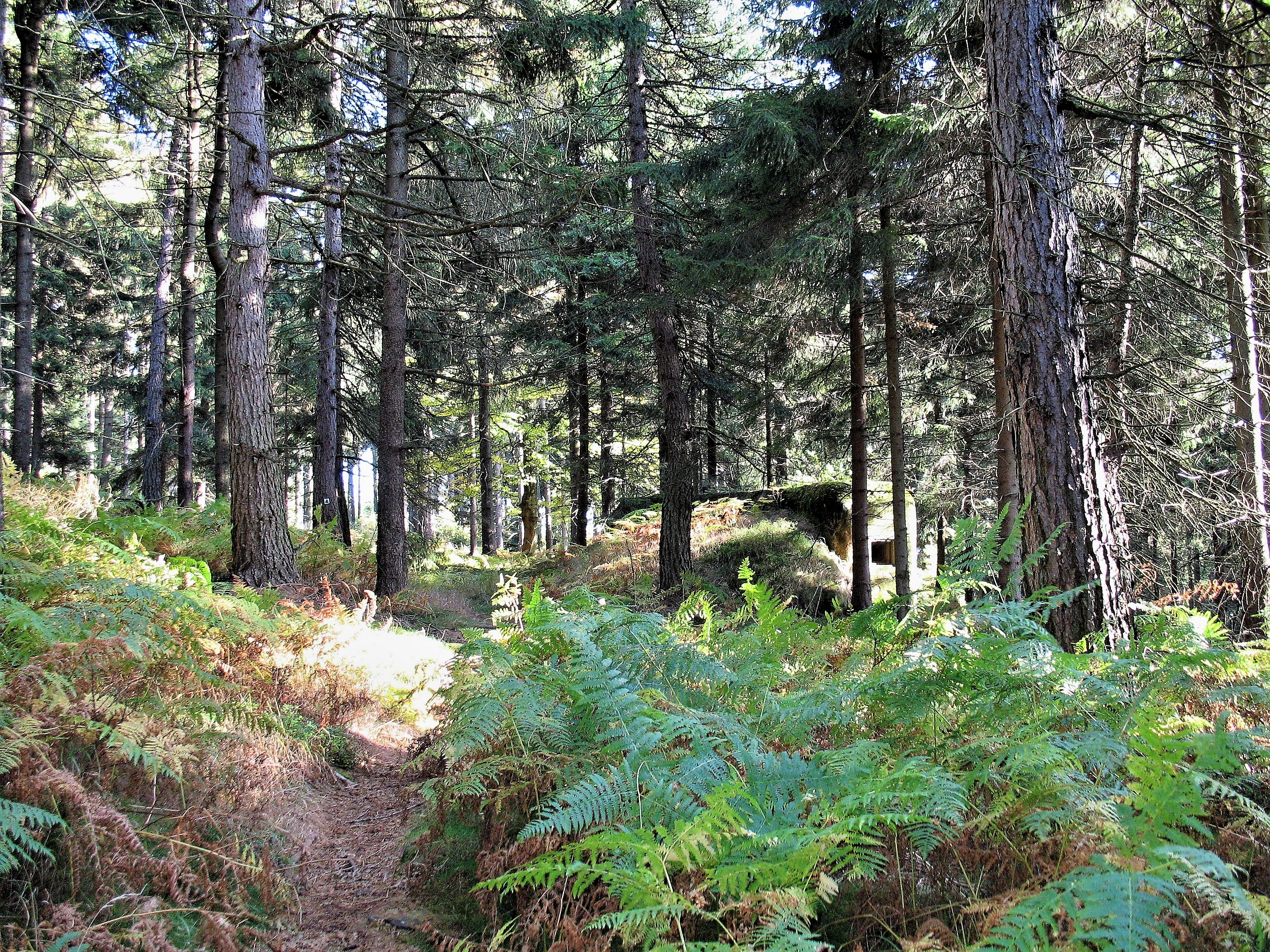
Řopík u cesty na Jelení skálu